# Marceliano de Araújo
Marceliano de Araújo (Braga, c. 1690 – 10 de março de 1769) foi um escultor português.

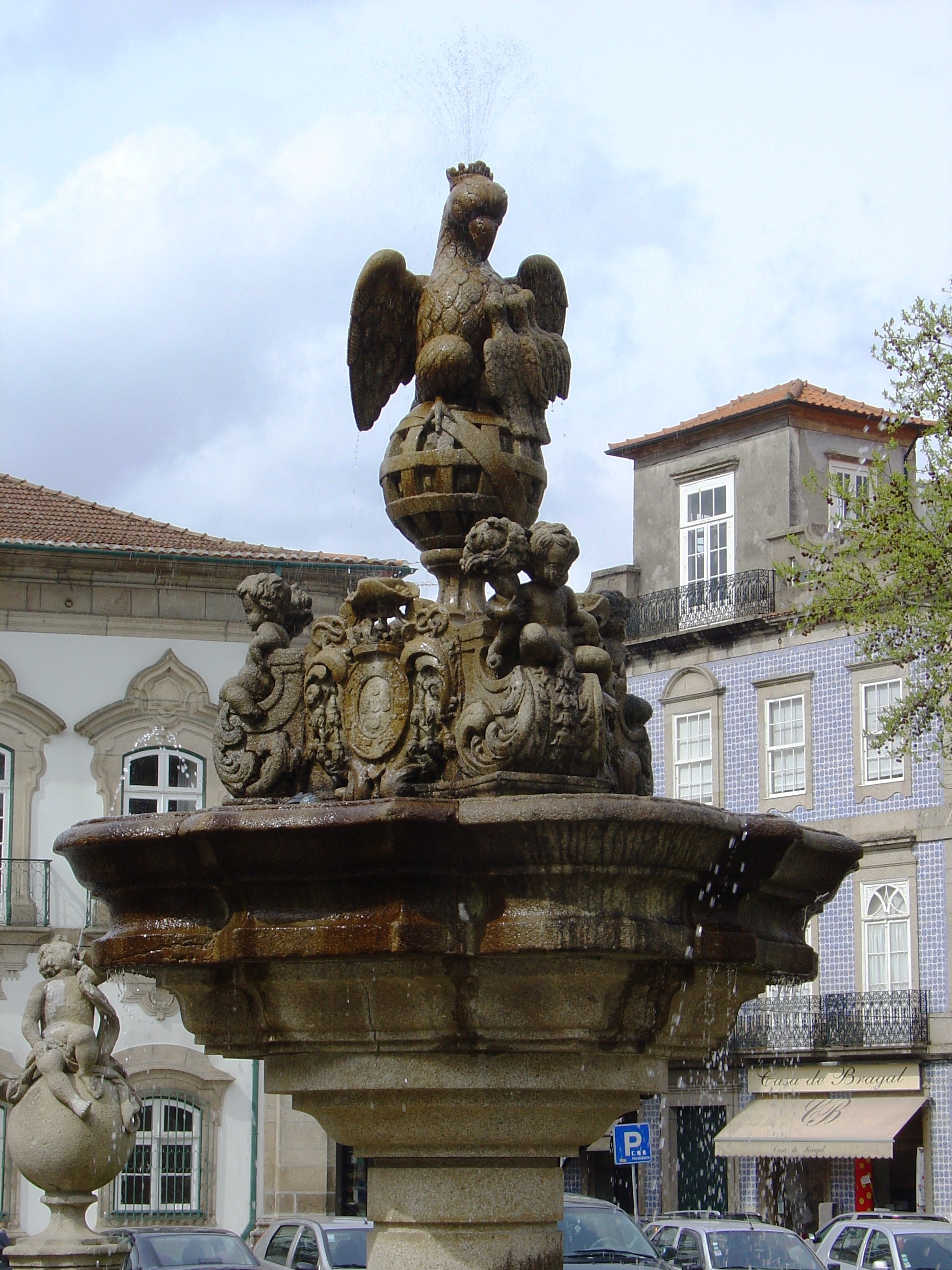
Fonte do Pelicano

## Biografia
Trabalhou tanto a madeira como a pedra, sendo conhecido pelos seu trabalhos em talha em diversas igrejas, sobretudo da região de Braga.
De salientar os seus trabalhos:
- Igreja da Misericórdia de Braga.

- Igreja de São Paulo (Braga).

- Fonte do Pelicano, no centro da Praça do Município (Braga).